# 1266 w literaturze
Wydarzenia literackie w 1266 roku.

## Urodzili się
- Jan Duns Szkot, szkocki teolog (zm. 1308)

## Zmarli
- Bernard z Botony, włoski kanonista-dekretalista (rok narodzin nieznany)
- Roger, włoski kronikarz (ur. 1205)